# Mühlehorn
Mühlehorn és un municipi del cantó de Glarus (Suïssa).

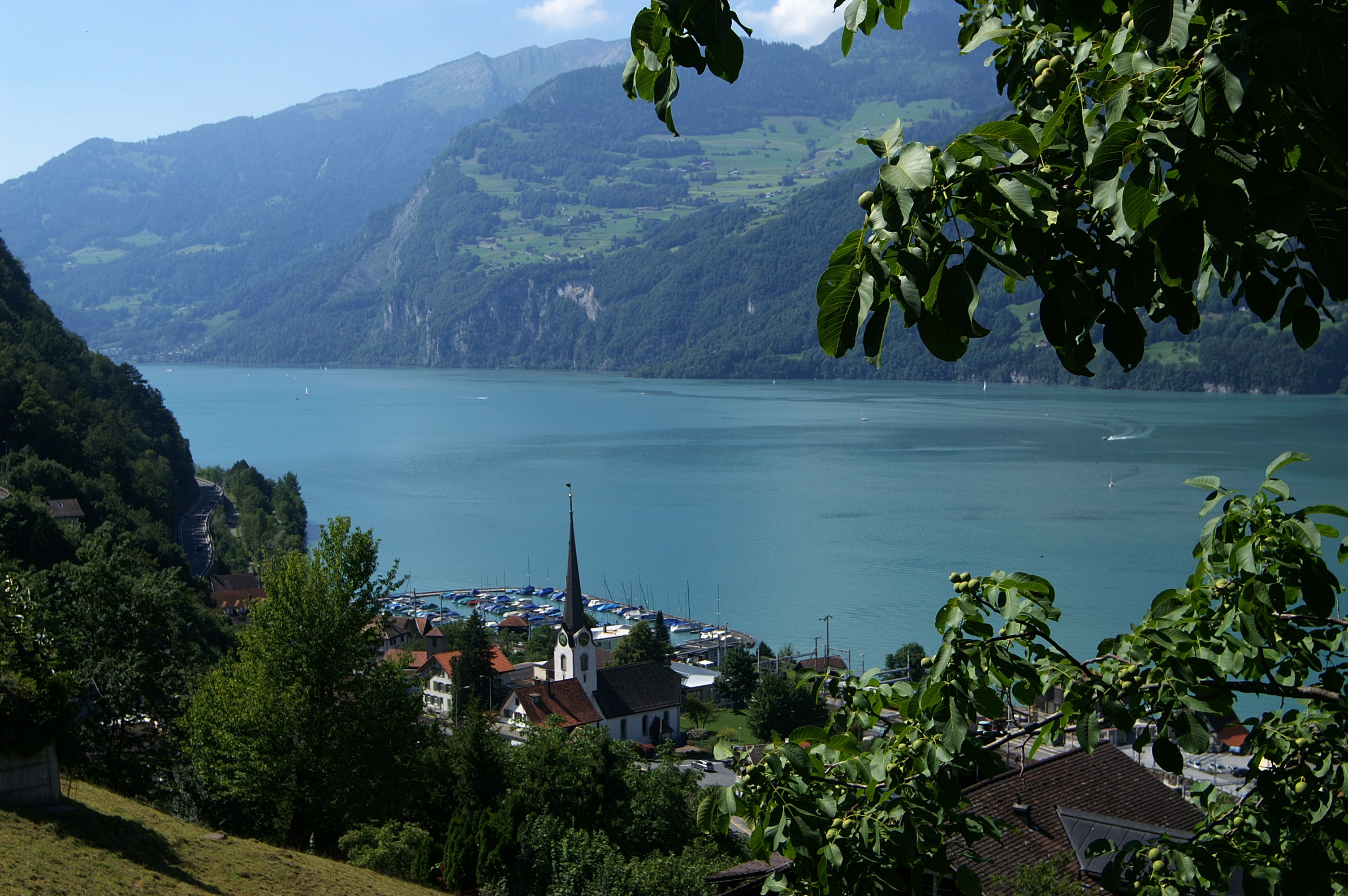
vista de Mühlehorn